# 忠州 (唐朝)
忠州，中国古代设置的一个州，治所在今重庆市忠县。
贞观八年（634年）改临州设置忠州，治所在临江县（今重庆市忠县），野王县在隋朝改名河内县。唐朝辖境约当今重庆市忠县、垫江县、石柱县、丰都县等地。下辖临江县、丰都县、垫江县、南宾县（今重庆市丰都县龙河镇）、清水县（天宝元年改为桂溪县，今重庆市垫江县高安镇东桥村）。天宝、至德时一度改为南宾郡。宋朝咸淳年间为咸淳府。元朝恢复忠州。清朝属于四川省。雍正十二年（1734年），升为忠州直隶州，辖境约当今重庆市忠县、垫江县、丰都县、梁平区等地。1913年改为忠县。
唐朝忠州刺史
- 陈蕃（贞观年间）
- 卢承业（永徽年间）
- 裴怀炅（唐高宗前期）
- 李玚（唐高宗时）
- 来恒（唐高宗时）
- 韦承徽（唐高宗时）
- 吉哲（武周时）
- 王守廉（开元初年）
- 吴嘉宾（开元年间）
- 薛铫（开元年间）
- 和守阳（开元年间）
- 南宾郡太守
- 第五琦（759年—760年）
- 韦伦（762年）
- 杜某（765年）
- 李某（大历初年）
- 韦万（大历年间）
- 卢杞（大历年间）
- 张献弼（774年—775年）
- 刘晏（780年）
- 房式（789年）
- 王仁惠（贞元年间）
- 李吉甫（795年—801年）
- 薛延（802年）
- 苏弁（805年）
- 韦德载（元和年间）
- 庞说（815年）
- 李宣（816年）
- 李景俭（818年）
- 白居易（818年—820年）
- 王玄同（820年—822年）
- 吴武陵（长庆年间）
- 李佐（大和年间）
- 苏涤（835年）
- 薛元赏（846年）
- 李贻孙（大中初年）
- 裴阅（851年）
- 李远（大中年间）
- 陈侁（881年）
- 李师泰（886年）
- 成希戭（乾宁、光化年间）
- 张彦（唐末）
- 陆钦义
- 李季回
- 李素质